# Den evangelisk-lutherske kirke i Litauen
Den evangelisk-luthersk kirke i Litauen går tilbage til reformationen, hvor Kaunas anerkendte den Augsburgske bekendelse i 1550. 
Ved 2. Verdenskrigs begyndelse var der 80 kirker med 25.000 medlemmer og 72 præster i den Lutherske Kirke. Under anden verdenskrig flygtede mange medlemmer af menighederne. 
Under den efterfølgende periode, under Sovjetunion, blev kirken forfulgt[kilde mangler] og mange kirker blev eksproprieret bl.a den Lutherske Domkirke i Vilnius, som blev ombygget til en basketball-hal. 
Ved den Lithauiske uafhængighed i 1990 overtog kirken mange af de tidligere eksproprierede ejendomme og kirker bl.a den Lutherske Domkirke, som siden er blev restaureret og fremstår som før 1940. 
I 2006 havde Kirken 21.000 aktive medlemmer med 52 menigheder og 15 præster. 
Den evangelisk-luthersk kirke i Litauen er tilsluttet Porvoo-fællesskabet og det Det Lutherske Verdensforbund. Kirken er luthersk-konservativ, har udelukkende mandelige præster og Kirken tilsluttede sig i 2000 Missouri Synoden.
I Danmark arbejder Kirken sammen med en række organisation bl.a. Økumenisk ungdom
Kirken ledes af Biskop Mindaugas Sabutis.